# 商業大学
商業大学（しょうぎょうだいがく）、商科大学（しょうかだいがく）は、商学の教育研究がなされる大学のうち主に商科系の学部で構成される大学の種別の1つ。

## 概要
本来は、商学部のみの単科大学に冠せられる名称・種別であったが、時代の推移と共に、商科系・商学系の学術分野が他学問領域との融合を見せ始め、幾つかの関連学部（例：××商学）を派生してきた。それにしたがい、商業大学・商科大学を名乗っていても必ずしも商学部や商科系学部の単科大学とは限らなくなってきている。
大学の種別としての商業大学・商科大学を単に「商大（しょうだい）」と略す場合もあり、他にも、各商業大学・商科大学の学生・関係者や近隣住民によるその大学の省略形呼称として、「商業大学／商科大学」・「商業大／商科大」・「商大」などとして使われる場合も多い。（大学の略称については本稿の説明範疇ではないので詳細については当該項目を参照の事。）

## 日本の商業大学
日本の商業大学において大部分の大学ではUniversity of Commerceが使用されている。横浜商科大学はCollege of Commerce、北海商科大学はSchool of Commerce、名古屋商科大学はUniversity of Commerce & Businessを使用している。
ただし、名称に関するものは法的な基準に因るものではなく、特に戦後の学制改革以後の私立大学においては、学校経営・運営側の方針に基づく慣習的なものに因るものが多い。（学制改革以前は比較的厳密な基準で施行されていた。詳細は当該項目を参照の事。）
日本国内においては、正式な和名や英名においてどのような名称を名乗るか、或いは、単科大学なのか否かの区分に関しては、その大学の内容との絡みにおいてもさして意味を持たないものになっている。近代日本の商業教育における出発点として明治期に福澤諭吉により設立された簿記講習所をはじめとする各種学校を背景として、商法講習所（現・一橋大学）、三菱商業学校（慶應義塾分校）、大阪商業講習所（現・大阪市立大学）が設立され、その後大学へ発展的に継承されている。
日本初の商科大学は、日本初の国立商業学校である東京高等商業学校が、1920年の大学令で大学に昇格して誕生した、官立旧制東京商科大学（現一橋大学）である。学術団体については、1951年4月21日、日本商業学会が慶應義塾大学教授向井鹿松を初代会長として設立された。

## 日本以外

### ドイツ
20世紀初頭の商科大学設立ブーム（ケルン、ベルリン、ライプツィヒなど）

## 日本の商業大学の一覧
以下の大学を挙げる。
- 名称に商業大学、商科大学を含む大学
- 名称いかんにかかわらず、商学系の学部のみで構成される大学
- 名称いかんにかかわらず、過去に商学系の学部のみで構成されていた大学

ただし、一部に、経営学系、経済学系の学部を含むものもある。

### 国立
- 小樽商科大学（英：Otaru University of Commerce）

### 私立
- 北海商科大学（英：Hokkai School of Commerce）
- 高崎商科大学（英：Takasaki University of Commerce）
- 千葉商科大学（英：Chiba University of Commerce）
- 横浜商科大学（英：Yokohama college of commerce）
- 名古屋商科大学（英：Nagoya University of Commerce & Business）
- 大阪商業大学（英：Osaka University of Commerce）
- 岡山商科大学（英：Okayama Shoka University）

### かつて存在した大学

#### 旧制大学
旧制大学のうち「商科大学（商業大学）」を名乗っていた三大学の設立に至る経緯については、高等商業学校を参照のこと。
官立
- 東京商科大学（英：Tokyo College of Commerce） - 新制一橋大学の前身。
- 神戸商業大学（英：Kobe University of Commerce） - 新制神戸大学の前身の一つ。

公立
- 大阪商科大学（英：Osaka University of Commerce） - 新制大阪市立大学の前身の一つ。

#### 新制大学
公立
- 神戸商科大学（英：Kobe University of Commerce） - 兵庫県立大学として統合。
- 奈良県立商科大学 - 奈良県立大学に改称。

私立
- 札幌商科大学 - 札幌学院大学に改称。
- 国際商科大学 - 東京国際大学に改称。
- 日本商科大学 - 善隣大学から改称、1950年閉校。
- 高千穂商科大学 - 高千穂大学に改称。
- 広島商科大学　（英：Hiroshima College of Commerce） - 広島修道大学に改称。
- 松山商科大学  （英：Matsuyama University of Commerce） - 松山大学に改称。
- 九州商科大学 - 九州産業大学に改称。
- 福岡商科大学 - 福岡大学に改称。
- 熊本商科大学 - 熊本学園大学に改称。